# Marvel Studios: Legends
Marvel Studios: Legends ist eine US-amerikanische Film-Kompilation, die zum Marvel Cinematic Universe (MCU) gehört. Im Dezember 2020 kündigte Marvel Studios die Serie an. Jede Folge widmet sich dabei einem Thema (meist eine Figur) des Marvel Cinematic Universe und stellt dazu Ausschnitte bisheriger Filme zusammen.

## Inhalt
In den Folgen werden bisherige Charakterentwicklungen von Helden oder Schurken des Marvel Cinematic Universe beleuchtet und zusammengefasst. Bei diesen Charakteren handelt es sich um Schlüsselcharaktere künftiger Marvel-Studios-Produktionen. Alternativ werden als zusammenhängendes Thema Ideen, Gruppierungen oder Gegenstände der MCU-Welt genommen.

## Besetzung
| Rolle                          | Schauspieler (Archiv) | Hauptrolle (Folge) | Zur Premiere von                                         |
| ------------------------------ | --------------------- | ------------------ | -------------------------------------------------------- |
| Wanda Maximoff / Scarlet Witch | Elizabeth Olsen       | 1.01, 1.17         | WandaVision, Doctor Strange in the Multiverse of Madness |
| Vision                         | Paul Bettany          | 1.02               | WandaVision                                              |
| Sam Wilson / Falcon            | Anthony Mackie        | 1.03               | The Falcon and the Winter Soldier                        |
| Bucky Barnes / Winter Soldier  | Sebastian Stan        | 1.04               | The Falcon and the Winter Soldier                        |
| Helmut Zemo                    | Daniel Brühl          | 1.05               | The Falcon and the Winter Soldier                        |
| Sharon Carter / Agent 13       | Emily VanCamp         | 1.06               | The Falcon and the Winter Soldier                        |
| Loki Laufeyson                 | Tom Hiddleston        | 1.07               | Loki                                                     |
| Natasha Romanoff / Black Widow | Scarlett Johansson    | 1.09               | Black Widow                                              |
| Peggy Carter                   | Hayley Atwell         | 1.10               | What If…?                                                |
| Clint Barton / Hawkeye         | Jeremy Renner         | 1.14               | Hawkeye                                                  |
| Dr. Stephen Strange            | Benedict Cumberbatch  | 1.15               | Doctor Strange in the Multiverse of Madness              |
| Wong                           | Benedict Wong         | 1.16               | Doctor Strange in the Multiverse of Madness              |
| Thor Odinson                   | Chris Hemsworth       | 1.18               | Thor: Love and Thunder                                   |
| Jane Foster                    | Natalie Portman       | 1.19               | Thor: Love and Thunder                                   |
| Brunnhilde / Walküre           | Tessa Thompson        | 1.20               | Thor: Love and Thunder                                   |
| Bruce Banner / Hulk            | Mark Ruffalo          | 1.21               | She-Hulk: Die Anwältin                                   |
| König T'Challa                 | Chadwick Boseman      | 1.22               | Black Panther: Wakanda Forever                           |
| Prinzessin Shuri               | Letitia Wright        | 1.23               | Black Panther: Wakanda Forever                           |
| Okoye                          | Danai Gurira          | 1.24               | Black Panther: Wakanda Forever                           |
| Mantis                         | Pom Klementieff       | 1.25               | The Guardians of the Galaxy Holiday Special              |
| Drax                           | Dave Bautista         | 1.26               | The Guardians of the Galaxy Holiday Special              |
| Scott Lang / Ant-Man           | Paul Rudd             | 2.01               | Ant-Man and the Wasp: Quantumania                        |
| Hope van Dyne / Wasp           | Evangeline Lilly      | 2.02               | Ant-Man and the Wasp: Quantumania                        |
| Hank Pym                       | Michael Douglas       | 2.03               | Ant-Man and the Wasp: Quantumania                        |
| Janet van Dyne                 | Michelle Pfeiffer     | 2.03               | Ant-Man and the Wasp: Quantumania                        |
| Peter Quill                    | Chris Pratt           | 2.04               | Guardians of the Galaxy Vol. 3                           |
| Gamora                         | Zoe Saldana           | 2.05               | Guardians of the Galaxy Vol. 3                           |
| Nebula                         | Karen Gillan          | 2.06               | Guardians of the Galaxy Vol. 3                           |
| Rocket                         | Bradley Cooper        | 2.07               | Guardians of the Galaxy Vol. 3                           |
| Kraglin                        | Sean Gunn             | 2.08               | Guardians of the Galaxy Vol. 3                           |
| Groot                          | Vin Diesel            | 2.09               | Guardians of the Galaxy Vol. 3                           |
| Nick Fury                      | Samuel L. Jackson     | 2.10               | Secret Invasion                                          |
| Maria Hill                     | Cobie Smulders        | 2.11               | Secret Invasion                                          |
| Talos                          | Ben Mendelsohn        | 2.12               | Secret Invasion                                          |
| Everett Ross                   | Martin Freeman        | 2.13               | Secret Invasion                                          |
| James Rhodes / War Machine     | Don Cheadle           | 2.14               | Secret Invasion                                          |
| Carol Danvers / Captain Marvel | Brie Larson           | 2.17               | The Marvels                                              |
| Kamala Khan / Ms. Marvel       | Iman Vellani          | 2.18               | The Marvels                                              |
| Monica Rambeau                 | Teyonah Parris        | 2.19               | The Marvels                                              |
| Riri Williams / Ironheart      | Dominique Thorne      | 2.21               | Ironheart                                                |

## Episodenliste

### Staffel 1
| Nr. (ges.) | Nr. (St.) | Deutscher Titel          | Originaltitel           | Beworbenes MCU Projekt                      | Erstveröffentlichung |
| ---------- | --------- | ------------------------ | ----------------------- | ------------------------------------------- | -------------------- |
| 1          | 1         | Wanda Maximoff           | Wanda Maximoff          | WandaVision                                 | 8. Jan. 2021         |
| 2          | 2         | Vision                   | Vision                  | WandaVision                                 | 8. Jan. 2021         |
| 3          | 3         | Falcon                   | Falcon                  | The Falcon and the Winter Soldier           | 5. Mär. 2021         |
| 4          | 4         | Winter Soldier           | The Winter Soldier      | The Falcon and the Winter Soldier           | 5. Mär. 2021         |
| 5          | 5         | Zemo                     | Zemo                    | The Falcon and the Winter Soldier           | 12. Mär. 2021        |
| 6          | 6         | Sharon Carter            | Sharon Carter           | The Falcon and the Winter Soldier           | 12. Mär. 2021        |
| 7          | 7         | Loki                     | Loki                    | Loki (Staffel 1)                            | 4. Juni 2021         |
| 8          | 8         | Der Tesserakt            | The Tesseract           | Loki (Staffel 1)                            | 4. Juni 2021         |
| 9          | 9         | Black Widow              | Black Widow             | Black Widow                                 | 7. Juli 2021         |
| 10         | 10        | Peggy Carter             | Peggy Carter            | What If...? (Staffel 1)                     | 4. Aug. 2021         |
| 11         | 11        | Die Avengers Initiative  | The Avengers Initiative | What If...? (Staffel 1)                     | 4. Aug. 2021         |
| 12         | 12        | Die Ravagers             | The Ravagers            | What If...? (Staffel 1)                     | 4. Aug. 2021         |
| 13         | 13        | Shang Chi / Die 10 Ringe | The Ten Rings           | Shang-Chi and the Legend of the Ten Rings   | 1. Sep. 2021         |
| 14         | 14        | Hawkeye                  | Hawkeye                 | Hawkeye                                     | 12. Nov. 2021        |
| 15         | 15        | Doctor Strange           | Doctor Strange          | Doctor Strange in the Multiverse of Madness | 29. Apr. 2022        |
| 16         | 16        | Wong                     | Wong                    | Doctor Strange in the Multiverse of Madness | 29. Apr. 2022        |
| 17         | 17        | Scarlet Witch            | The Scarlet Witch       | Doctor Strange in the Multiverse of Madness | 29. Apr. 2022        |
| 18         | 18        | Thor                     | Thor                    | Thor: Love and Thunder                      | 1. Jul. 2022         |
| 19         | 19        | Jane Foster              | Jane Foster             | Thor: Love and Thunder                      | 1. Jul. 2022         |
| 20         | 20        | Walküre                  | Valkyrie                | Thor: Love and Thunder                      | 1. Jul. 2022         |
| 21         | 21        | Bruce Banner             | Bruce Banner            | She-Hulk: Die Anwältin                      | 10. Aug. 2022        |
| 22         | 22        | König T'Challa           | King T'Challa           | Black Panther: Wakanda Forever              | 4. Nov. 2022         |
| 23         | 23        | Prinzessin Shuri         | Princess Shuri          | Black Panther: Wakanda Forever              | 4. Nov. 2022         |
| 24         | 24        | Die Dora Milaje          | The Dora Milaje         | Black Panther: Wakanda Forever              | 4. Nov. 2022         |
| 25         | 25        | Mantis                   | Mantis                  | The Guardians of the Galaxy Holiday Special | 23. Nov. 2022        |
| 26         | 26        | Drax                     | Drax                    | The Guardians of the Galaxy Holiday Special | 23. Nov. 2022        |

### Staffel 2
| Nr. (ges.) | Nr. (St.) | Deutscher Titel        | Originaltitel               | Beworbenes MCU Projekt            | Erstveröffentlichung |
| ---------- | --------- | ---------------------- | --------------------------- | --------------------------------- | -------------------- |
| 27         | 1         | Ant-Man                | Ant-Man                     | Ant-Man and the Wasp: Quantumania | 10. Feb. 2023        |
| 28         | 2         | Wasp                   | Wasp                        | Ant-Man and the Wasp: Quantumania | 10. Feb. 2023        |
| 29         | 3         | Hank & Janet           | Hank & Janet                | Ant-Man and the Wasp: Quantumania | 10. Feb. 2023        |
| 30         | 4         | Peter Quill            | Peter Quill                 | Guardians of the Galaxy Vol. 3    | 28. Apr. 2023        |
| 31         | 5         | Gamora                 | Gamora                      | Guardians of the Galaxy Vol. 3    | 28. Apr. 2023        |
| 32         | 6         | Nebula                 | Nebula                      | Guardians of the Galaxy Vol. 3    | 28. Apr. 2023        |
| 33         | 7         | Rocket                 | Rocket                      | Guardians of the Galaxy Vol. 3    | 28. Apr. 2023        |
| 34         | 8         | Kraglin                | Kraglin                     | Guardians of the Galaxy Vol. 3    | 28. Apr. 2023        |
| 35         | 9         | Groot                  | Groot                       | Guardians of the Galaxy Vol. 3    | 28. Apr. 2023        |
| 36         | 10        | Nick Fury              | Nick Fury                   | Secret Invasion                   | 14. Jun. 2023        |
| 37         | 11        | Maria Hill             | Maria Hill                  | Secret Invasion                   | 14. Jun. 2023        |
| 38         | 12        | Talos & the Skrulls    | Talos & the Skrulls         | Secret Invasion                   | 14. Jun. 2023        |
| 39         | 13        | Everett Ross           | Everett Ross                | Secret Invasion                   | 14. Jun. 2023        |
| 40         | 14        | James Rhodes           | James Rhodes                | Secret Invasion                   | 14. Jun. 2023        |
| 41         | 15        | TVA                    | TVA                         | Loki (Staffel 2)                  | 29. Sep. 2023        |
| 42         | 16        | Varianten              | Variants                    | Loki (Staffel 2)                  | 29. Sep. 2023        |
| 43         | 17        | Carol Danvers          | Carol Danvers               | The Marvels                       | 3. Nov. 2023         |
| 44         | 18        | Kamala Khan            | Kamala Khan                 | The Marvels                       | 3. Nov. 2023         |
| 45         | 19        | Monica Rambeau         | Monica Rambeau              | The Marvels                       | 3. Nov. 2023         |
| 46         | 20        | Hüter des Multiversums | Guardians of the Multiverse | What If...? (Staffel 2)           | 15. Dez. 2023        |
| 47         | 21        | /                      | Riri Williams               | Ironheart                         | 13. Jun. 2025        |